# Plaza de Oriente (película)
Plaza de Oriente es una película española de drama estrenada en 1963, coescrita y dirigida por Mateo Cano y protagonizada en los papeles principales por María Luz Galicia, Carlos Estrada y Luis Prendes.
Se trata de una adaptación cinematográfica de la obra de teatro homónima del dramaturgo español Joaquín Calvo Sotelo estrenada en 1947.

## Sinopsis
El coronel Gabriel Ardanaz recuerda al final de sus años los hechos más importantes de su vida que ha transcurrido en la madrileña Plaza de Oriente. Entre ellos su ascenso a capitán y su matrimonio con su amada María Luisa. De dicho matrimonio nace Santiago quien sigue la tradición castrense, pero al casarse con una cupletista llamada Soledad su padre, que no aceptaba dicho matrimonio, lo envía a la guerra de Marruecos, donde fallece. Su viuda, llena de rencor hacia Gabriel, no deja que sus suegros conozcan a su nieto pese a que le ofrecen toda su ayuda.

## Reparto
- María Luz Galicia como	Soledad
- Carlos Estrada	como Santiago Ardanaz
- Luis Prendes como	Gabriel Ardanaz
- Luis Peña como Andrés García Gallardo
- Jesús Tordesillas como	Abuelo Ardanaz
- Roberto Rey como Gallardo
- Félix Fernández como Don Francisco
- Trini Alonso
- Ángela Bravo
- Maruja Tamayo
- Josefina Serratosa
- Antonio Pérez Bayod
- Santiago Rivero
- José María Tasso como Soldado
- José Álvarez "Lepe"
- José Villasante
- Mario Morales
- Lorenzo Robledo
- Miguel Madrid
- Xan das Bolas como Camarero
- Enrique Navarro
- Rufino Inglés
- Miguel del Castillo
- Mary Mar
- Marisa Prado